# رولف مورغان هانسن
رولف مورغان هانسن (بالنرويجية: Rolf Morgan Hansen)‏ (و. 1961  م) هو راكب دراجة هوائية نرويجي، ولد في ساندفيورد، شارك في الألعاب الأولمبية الصيفية 1984.

## سباقات أو مراحل فاز بها
| التاريخ | السباق | المركز |
| ------- | ------ | ------ |

## روابط خارجية
- رولف مورغان هانسن على موقع أرشيف الدراجات (الإنجليزية)
- رولف مورغان هانسن على موقع أوليمبيديا (الإنجليزية)